# Jonathan Pereira (farmakolog)
Jonathan Pereira, född den 22 maj 1804 i London, död där den 20 januari 1853, var en engelsk farmakolog.
Pereira blev 1832 professor i materia medica vid Aldersgate Medical School, anställdes 1841 som assistent physician vid London Hospital och blev ordinarie physician där 1851. Han blev Fellow of the Royal Society 1838 och medicine hedersdoktor i Erlangen 1840. Pereira var även medlem av Linnean Society of London och av Royal College of Physicians. Hans främsta verk är Elements of materia medica and therapeutics (2 band, 1839-1840; ny upplaga 1874).